# Осада «Маунт Кармел»
Осада «Ма́унт Карме́л» (Осада в Уэйко, Трагедия в Уэйко, События в Уэйко; англ. Waco Siege) — осада принадлежавшего членам религиозной секты «Ветвь Давидова» ранчо в 14 км от города Уэйко в Техасе силами Федерального бюро расследований и Национальной гвардии США, длившаяся с 28 февраля по 19 апреля 1993 года. Во время событий погибло 82 члена секты, в том числе более 20 детей, а также 4 агента Бюро ATF.
Жители «Маунт Кармел» были заподозрены в нарушении оружейного законодательства. В ходе облавы на ранчо завязалась перестрелка, в которой погибло 10 человек. ФБР инициировало осаду, которая продолжалась 51 день и закончилась штурмом с применением бронетехники и вертолётов. Во время штурма в поместье начался пожар, о причинах возникновения которого существуют различные версии. Согласно результатам правительственного расследования, причиной был поджог. Критики официальной версии, в том числе некоторые выжившие, утверждают, что этому недостаточно доказательств, а огонь мог вспыхнуть из-за применённого при штурме слезоточивого газа «CS».
События в Уэйко стали одним из мотивов теракта в Оклахома-Сити, произошедшего во вторую годовщину штурма «Маунт Кармел».

## Краткая история «Ветви Давидовой»

Флаг «Ветви Давидовой»

### 1934—1987
Секта «Ветвь Давидова» (англ. The Branch Davidians) образовалась в 1955 году, отделившись от организации движения Давидян адвентистов седьмого дня (англ. Davidian Seventh-day Adventist), которое в свою очередь в 1934 году отделилось от Церкви адвентистов седьмого дня и впоследствии распалось после смерти своего основателя — болгарского эмигранта Виктора Хутеффа (англ. Victor Houteff). В 1935 году Виктор Хутефф принял решение о передислокации организации на место, расположенное в горной местности в нескольких километрах от техасского города Уэйко. Возвышенность, на которой они обосновались, давидианцы назвали «Маунт Кармел» — по аналогии с горой под названием Кармель, расположенной в земле Израиля и упомянутой в Ветхом Завете.
В 1955 году после внезапной смерти Виктора, Флоренс Хутефф — его вдова — заявила о том, что 22 апреля 1959 года произойдёт второе пришествие Иисуса Христа, и велела всем давидианцам собраться в ожидании этого события. Многие из сектантов, прибывших в Маунт Кармел, выстроили себе там дома, остальные — жили в палатках и трейлерах. Большинство из них распродало своё имущество. Один из членов организации, Бенджамин Роден, незадолго до этого объявивший, что он получил откровения от Бога, и что он должен быть признан новым её лидером, выступил против этого предсказания. Таким образом он стал основоположником и лидером нового ответвления давидян под названием «Ветвь Давидова». В 1957 году Флоренс продала оригинальный Mount Carmel Center и приобрела 941 акров земли недалеко от Элка, штат Техас, в тринадцати милях к северо-востоку от Уэйко, назвав собственность New Mount Carmel Center. После того как пророчество не сбылось, Флоренс Хутефф утратила доверие давидианцев, организация окончательно раскололась и часть её членов примкнула к Бенджамину Родену. В 1962 году Хутефф продала все, кроме 77,86 акра собственности на New Mount Carmel, которые позже приобрел Роден, с этого момента собственность была известна просто как Mount Carmel. После смерти Родена в 1978 году его жена Луиза стала следующим давидианским пророком в этом комплексе. По мнению Луизы, её собственный сын Джордж не очень подходил на роль пророка секты, и поэтому она начала взращивать иного преемника. Им стал Вернон Хоуэлл, позже взявший себе имя Дэвид Кореш, который также имел с ней роман, когда ей было почти 70 лет, и хотел завести от неё ребёнка, который, согласно его пониманию, должен был быть Избранным. В 1984 году в секте произошёл раскол, в результате которого часть адептов, назвав себя «Давидианцы Ветви Давидовой», встала на сторону Хоуэлла, прочие присоединились к Джорджу Родену. Роден изгнал из «Маунт Кармел» Хоуэлла и его сторонников — те были вынуждены переехать в техасский город Палестайн (Palestine).

### 1987—1992
В 1987 году Луиза Роден скончалась, и Хоуэлл предпринял попытку установить контроль над «Маунт Кармел». Со своей стороны, Джордж Роден эксгумировал гроб с трупом одной из умерших сектанток, и вызвал Хоуэлла на поединок: кто из них двоих сможет воскресить покойницу — тот и будет лидером давидианцев. Хоуэлл вызов не принял, а вместо этого обратился в правоохранительные органы, обвинив Родена в осквернении могил. Ввиду отсутствия улик, местная прокуратура отказала в возбуждении дела против Родена, и 3 ноября 1987 года Хоуэлл в сопровождении семерых вооружённых соратников проник на территорию «Маунт Кармел», намереваясь произвести фотосъёмку упомянутого трупа. Нарушителей обнаружили, началась перестрелка. Через 20 минут на место событий прибыли представители местного шерифа, которые также приняли участие в перестрелке. Через некоторое время шериф округа убедил Хоуэлла прекратить огонь и сдаться.
2 апреля 1988 года состоялся суд над «Роденвилльской восьмёркой» — так СМИ окрестили Хоуэлла и его сторонников. Семеро из них были оправданы. В отношении Хоуэлла вердикт так и не был вынесен, поскольку присяжные заявили о допущенных в судебном разбирательстве ошибках. Тем временем Джорджа Родена арестовали по обвинению в неуважительном отношении к суду — он угрожал заразить сотрудников судебной системы герпесом и СПИДом, если те вынесут решение в пользу Хоуэлла.
В 1989 году давидианец по имени Вэйман Дэйл Эдэйр посчитал, что является мессией, и пришёл к Джорджу Родену, чтобы проинформировать его об этом. В ходе дискуссии Роден зарубил самопровозглашённого мессию топором. Суд признал Родена виновным в убийстве, совершённом на почве умственного расстройства, и принял решение о принудительном лечении убийцы в психиатрической больнице. Роден имел тысячи долларов неуплаченных налогов, поэтому поместье «Маунт Кармел» выставили на аукцион. Хоуэлл собрал необходимую сумму и, выкупив поместье, стал его законным владельцем.
15 мая 1990 года Вернон Хоуэлл подал заявление на изменение имени. 28 августа 1990 года ходатайство было удовлетворено: теперь Хоуэлл звался Дэвид Кореш в честь легендарного царя Давида и персидского царя Кира (по-древнееврейски произносилось как «Кореш»), который позволил евреям вернуться в Иерусалим после Вавилонского пленения.
Кореш и его главный помощник Стив Шнайдер разъезжали по территории США, Израиля, Австралии и Великобритании, занимаясь (довольно успешной) вербовкой новых адептов, которые впоследствии переезжали в «Маунт Кармел».

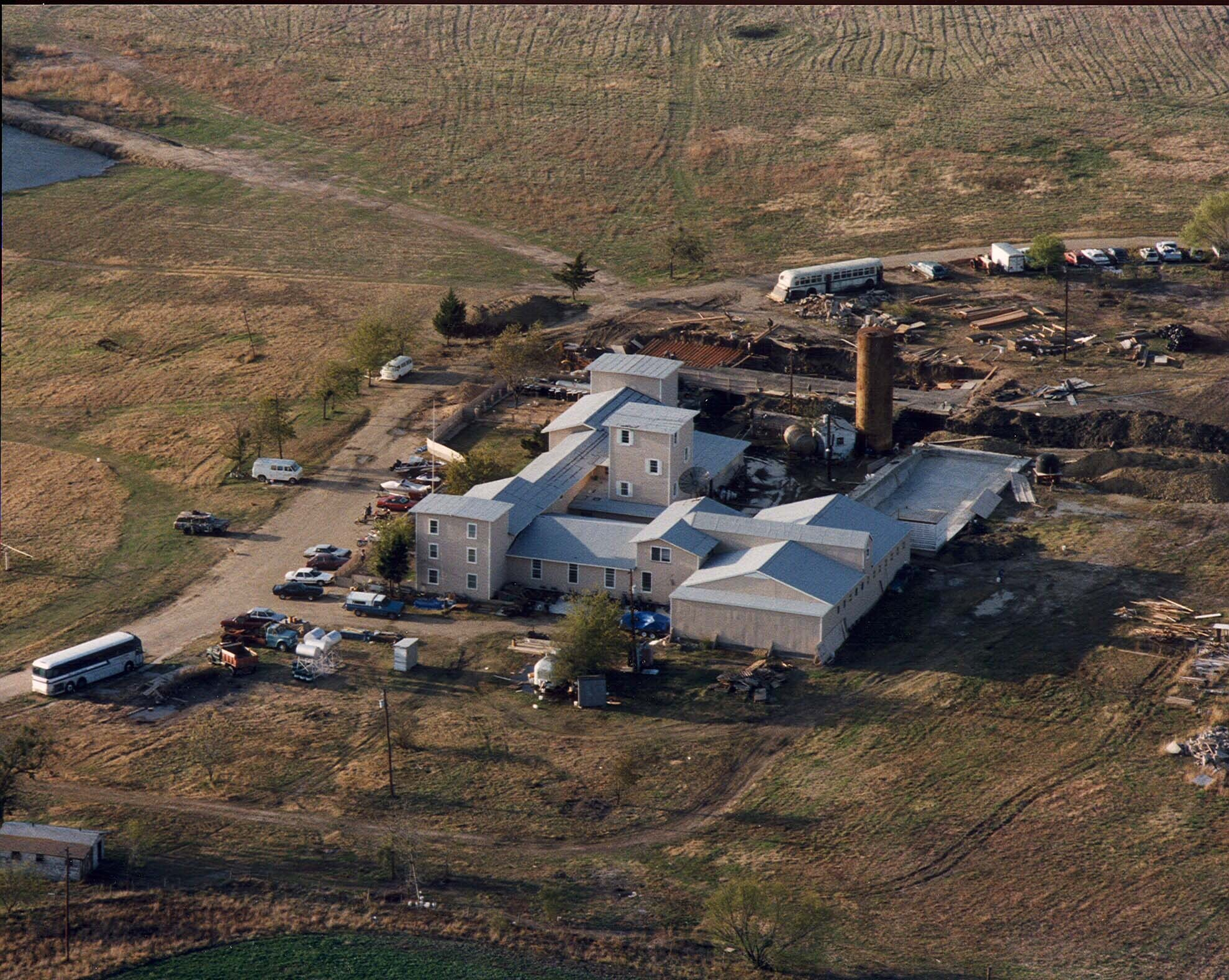
Общий вид ранчо «Маунт Кармел»

К 1992 году значительная часть земли, принадлежащей секте, была продана (за исключением участка площадью около 31 гектара). Большинство старых построек разрушили, а часть использовали в ходе перепланировки здания главного храма — теперь он служил и для проживания в нём адептов секты. Обновлённое поместье «Маунт Кармел» включало в себя главное здание храма (построенное преимущественно из листов фанеры), несколько подсобных и складских помещений, резиденцию лидера и дома, предназначенные для проживания важных гостей.

## Религиозные взгляды давидианцев
Мнение сектоведа
Американский сектовед и консультант по выходу Рик Росс описывал личность Дэвида Кореша и характеризовал «Ветвь Давидову» следующим образом: «Нет ни малейшего сомнения в том, что его организация является крайне деструктивной сектой (…) Я сравнил бы его с Джеймсом Джонсом (…) Дэвид Кореш – это типичный лидер секты (…) Они все одинаковы. Посмотрите на одного — и вы получите представление обо всех. У них присутствуют серьёзные психические отклонения, они проявляют симптомы пограничного расстройства личности, и характеризуются дефицитом моральных качеств (…) Никто по своей воле не вступает в подобного рода отношения (…) Мы имеем дело с обманом и манипуляциями, производимыми лидером секты, в результате которых, не видя общей картины, человек понемногу увязает всё глубже и глубже.»
Члены организации «Ветвь Давидова» твёрдо верили во второе пришествие Христа и неизбежность Армагеддонского сражения. Они противопоставляли себя обществу неверующих и находились во власти навязчивых идей смерти и загробного существования. Кроме того, в «Ветви Давидовой» личность лидера — «пророка» — обладала традиционно высоким, безоговорочным авторитетом. В функции «пророка» входило как руководство организацией, так и толкование библейских текстов.
В 1989 году Кореш заявил, что является «Агнцем Божим», посланным всевышним для толкования библейского эпизода, в котором идёт речь о Семи Печатях. Концепция Семи Печатей (снятие которых означает приближение Апокалипсиса) являлась одним из краеугольных камней в эсхатологической системе взглядов давидианцев. Кореш знал на память значительную часть библейских текстов. Его способности цитировать различные отрывки из Библии, толковать концепцию «Семи Печатей» и пророчествовать о близящемся Апокалипсисе буквально завораживали единоверцев. Они были уверены в том, что Кореш обладает знанием, данным свыше, и нисколько не сомневались в его (самопровозглашённом) божественном статусе. Они были уверены, что Кореш способен «открыть дверь в будущее» и гарантировать им бессмертие. Для давидианцев операции, проводимые против них правоохранительными органами США, были свидетельством приближающегося конца света. Сам Кореш расценивал осаду как неизбежную «прелюдию» Апокалипсиса.
Позже в докладах представителей правоохранительных органов будет отмечено, что на протяжении всех дней осады члены переговорной команды ФБР пытались убедить Кореша, чтобы тот выпустил из поместья своих единоверцев. Эти попытки оказались безрезультатными. Более того, в тех же докладах ставится под сомнение, можно ли классифицировать указанную деятельность спецслужб как переговоры: временами это выглядело так, как будто Кореш пытается завербовать переговорщиков, обратив в свою веру, «пока не стало слишком поздно, и господь не уничтожил их всех».
С целью психологической подготовки к предстоящему сражению, Кореш вновь и вновь пересматривал свои любимые фильмы на тему войны во Вьетнаме: «Взвод», «Цельнометаллическая оболочка» и «Высота „Гамбургер“».

## Жизнь в секте
Основными занятиями давидианцев были физический труд и изучение Библии. Мужчины работали на строительстве зданий «Маунт Кармел», женщины вели домашнее хозяйство и воспитывали детей. Дни рождения детей отмечать не было принято. Давидианцы занимались, в том числе, и физической подготовкой — проводили силовые тренировки и преодолевали полосу препятствий. С целью подготовки к выживанию в условиях дефицита продовольствия, их (вегетарианский) рацион был урезан до необходимого минимума. Одним из источников доходов давидианцев была прибыль, получаемая от легальной торговли оружием.
По мере увеличения численности членов секты, увеличивался и контроль над ними со стороны Кореша. Он по много часов подряд читал проповеди, ограничивая адептов в еде и сне. Он установил правила поведения в «Маунт Кармел» и публично отчитывал нарушителей. Используя всякую возможность, Кореш побуждал членов секты к тому, чтобы те передавали своё имущество и финансовые средства под его контроль. Кроме того, он контролировал, что едят и читают давидианцы, что смотрят по телевизору, и где бывают за пределами поместья.
5 августа 1989 года Кореш заявил своим единоверцам, что он имел откровение, что он услышал голос бога и бог сказал Корешу, что Кореш является Христом и агнцем семи печатей. Также в откровении бог велел Корешу, чтобы все женщины секты рожали детей от него и обязаны развестись со своими мужьями, дабы основать «Дом Давидов», в котором соберётся весь его «Избранный Народ». После этого обращения супружеские пары, являвшиеся адептами секты, расторгли свои браки, согласившись, что отныне только Кореш всех их единый муж и только он один вправе вступать в половые связи со всеми женщинами секты. Отныне все женщины секты становились его «спиритуальными» (духовными) жёнами, но в половые связи он вступал с ограниченным числом из них — с теми, кого он называл своими «карнальными» (плотскими) жёнами. «Карнальных» жён Кореш выбирал среди юных давидианок, достигших 10-летнего возраста. С некоторыми из них он начинал вступать в половые связи, когда им было по 10-14 лет. К февралю 1993 года у Кореша было около 10 «карнальных» жён.

## Расследование Агилеры

### Начало расследования
В мае 1992 года Дэниэл Вайенберг — помощник шерифа округа Мак-Леннан — связался с представителями Бюро алкоголя, табака, огнестрельного оружия и взрывчатых веществ (далее — Бюро) и поделился информацией, полученной от сотрудников местного отделения курьерской компании «United Parcel Service» (UPS). По словам Вайенберга, водитель компании UPS заявил, что во время транспортировки груза в «Маунт Кармел» один из ящиков выпал из автомобиля, и, среди прочего, на дорогу высыпалось некоторое количество единиц огнестрельного оружия. 9 июня 1992 года Бюро начало расследование этого инцидента, ответственным был назначен Дэйви Агилера (англ. Davey Aguilera). Согласно другой версии, изложенной в документальном фильме «Inside Waco», расследование было начато после того, как в Бюро поступила информация о выстрелах из автоматического оружия, доносящихся с территории «Маунт Кармел».
30 июля 1992 года сотрудники Бюро — Дэйви Агилера и Джимми Рэй Скиннер — посетили Генри Мак-Махона, который официально поставлял оружие Корешу. Мак-Махон связался по телефону с Корешем: тот предложил агентам приехать и проинспектировать запасы оружия давидианцев, а также проверить соответствующие документы. Агилера, по неустановленным причинам, отклонил предложение Кореша.
Изучив инвойсы компании UPS, Агилера обнаружил, что в «Маунт Кармел» были доставлены полуавтоматические винтовки AR-15, детали огнестрельного оружия и прочее — всего на сумму, превышающую $43 тыс. Один из соседей Кореша, ранее служивший в артиллерийском подразделении армии США, сообщил Агилере, что неоднократно слышал, как с территории «Маунт Кармел» доносились звуки выстрелов, произведённых из автоматического оружия, включая оружие 50-го калибра. Также Агилере стало известно, что помощник местного шерифа слышал мощный взрыв, и наблюдал большое облако серого дыма, возникшего над территорией владений давидианцев. Проведя собеседования с некоторыми бывшими членами «Ветви Давидовой», Агилера выяснил, что Кореш вступает в сексуальные связи с несовершеннолетними лицами женского пола. Эта информация впоследствии оказала решающее значение при получении ордеров на обыск «Маунт Кармел» и арест Кореша.

### Установка наблюдения
В декабре 1992 года, после изучения материалов, связанных с расследованием дела Кореша, руководство Бюро пришло к выводу, что имеющихся улик недостаточно для того, чтобы оформить ордер на обыск и арест. 11 января 1993 года в дом, расположенный напротив «Маунт Кармел», с целью ведения круглосуточного наблюдения за давидианцами, въехали 8 сотрудников Бюро, которые выдавали себя за студентов местного вуза. Позже правоохранительные органы признали, что разведывательная деятельность была малоэффективной, поскольку агентов быстро разоблачили. В частности, Дэвид Кореш как-то сообщил своему приятелю-соседу, что те люди, выдающие себя за студентов, уже вышли из студенческого возраста, а также ездят на слишком новых и слишком дорогих для обычных студентов автомобилях. Кореш добавил, что, по его предположению, «студенты» являются федеральными агентами.
Позже представители правоохранительных органов признали, что наблюдение за давидианцами проводилось недостаточно долго: круглосуточное наблюдение производилось в течение только одной недели — с 11 по 19 января. Отмечалось, что сотрудники Бюро, следящие за «Маунт Кармел» не знали, как выглядит Кореш. В руки агентов попало его единственное фото плохого качества. Записи в журнале наблюдения говорят о том, что агенты дважды наблюдали, как некий белый мужчина (из «Маунт Кармел») бегал трусцой по дороге, проходящей непосредственно возле дома, из которого велось наблюдение. Даже если этот человек являлся Корешем, то сотрудники Бюро были не в состоянии опознать его. Из дома наблюдения были сделаны сотни фотографий и отсняты часы видеоматериала, которые могли посодействовать в изучении деятельности давидианцев, включая Кореша. Однако сотрудники Бюро не смогли соответствующим образом проанализировать имевшийся в их распоряжении материал.

### Неточности и искажения
На основании собранной информации, агент Агилера подготовил материалы, необходимые для получения ордера на обыск и арест. Позже было установлено, что заявление Агилеры содержало искажённую и неполную информацию. В частности, Агилера утверждал, что в распоряжении Кореша находится противотанковое ружьё Boys 55-го калибра, но в действительности Кореш владел крупнокалиберной винтовкой Barrett 50-го калибра. Хранение ПТР Boys без особой федеральной регистрации является уголовно наказуемым деянием, в то время как хранение винтовки Barrett — вполне легально, при сопоставимой поражающей способности оружия. В заявлении Агилеры говорилось, что у давидианцев имелись гранаты, но не указывалось, что гранаты были законно приобретены на оружейной ярмарке. Более того, гранаты были зафиксированы на подставках и использовались как пресс-папье. Агилера в своём заявлении ссылался на показания помощника шерифа, который слышал звук мощного взрыва, донёсшийся с территории «Маунт Кармел». В то же время, Агилера не упомянул о расследовании, проведённом упомянутым шерифом, который выяснил, что давидианцы использовали взрывчатку в ходе строительных работ. Значительный объём информации в отношении «Ветви Давидовой» предоставил её бывший член по имени Марк Брио (англ. Marc Breault). Тем не менее, Агилера не указал в своём заявлении, что Брио покинул секту в результате конфликта с Корешем, а значит, его показания могли основываться на причинах личностного характера. Более того, Агилера не указал в заявлении, что Брио был слепым, зато утверждал, что тот был задействован в обеспечении безопасности «Маунт Кармел». По словам Агилеры, «Брио принимал участие в занятиях по физической и огневой подготовке, проводимых Корешем, и нёс службу на посту с боевым оружием в руках.»

## Подготовка к рейду
«Грешный мессия»
27 февраля газета Waco Tribune-Herald начала серию публикаций под названием «Грешный мессия» (англ. Sinful Messiah). Первая статья начиналась следующими словами: «Если вы — член „Ветви Давидовой“, то ваш Иисус проживает на заброшенном клочке земли, расположенном в 10 милях отсюда. У него ямочки на щеках, он утверждает, что закончил 9 классов школы, женился на 14-летней девочке, любит попить пивка и поиграть на гитаре. Говорят, что у него есть Glock калибра 9 мм, а также целый склад винтовок. И он охотно признаёт, что грешник, каких не сыскать. Его имя — Дэвид Кореш». Автор статьи обвинял 33-летнего Кореша в жестоком обращении с детьми, и утверждал, что лидер давидианцев вступал в половые связи с несовершеннолетними давидианками, и имел, по меньшей мере, 15 жён. Кроме того, сообщалось, что согласно собственным заявлениям Кореша, он является отцом как минимум 12 детей, некоторые из которых рождены 12-13-летними матерями.
На основании документов, подготовленных Агилерой, 25 февраля 1993 года Бюро получило ордер на обыск «резиденции Вернона Хоуэлла и прочих». Обыск, согласно ордеру, следовало произвести в дневное время — с 06:00 до 22:00. Срок действия ордера истекал 28 февраля.
Сотрудники Бюро рассматривали различные способы проведения ареста Кореша, например: выманить и арестовать его за пределами «Маунт Кармел», или взять поместье в блокаду, дождаться, когда его жители сдадутся, и произвести обыск. Тем не менее, был выбран вариант «динамического проникновения в резиденцию» (англ. dynamic entry style raid into the residence). Специальный агент Бюро — Филипп Чойнацки — на которого было возложено руководство проведения рейда, позже заявил, что Кореша было невозможно арестовать за пределами резиденции, поскольку он редко покидал «Маунт Кармел».
Однако, уже после рейда выяснилось, что Кореш на протяжении января-февраля бывал за пределами поместья, как минимум один раз в неделю. Дэвид Тибоди, который проживал в «Маунт Кармел» (но не считал себя давидианцем) сообщил, что Кореш регулярно бегал трусцой за пределами резиденции. Управляющий одного местного заведения общественного питания заявил, что в феврале Кореш обедал у них по меньшей мере раз в неделю.
Бюро разработало схему по выманиванию Кореша за пределы резиденции. Федеральные агенты обратились с просьбой о содействии к Джойс Спаркс — работнице социальной службы. В своё время Спаркс изучала условия, в которых жили дети давидианцев, и продолжала поддерживать контакт с Корешем. Она имела представление о религиозных взглядах давидианцев, и в ходе беседы с сотрудниками правоохранительных органов сообщила, что единоверцы считают Кореша «Агнцем Божьим» и отдадут за него свои жизни. «Они возьмут оружие и будут убивать вас», — заявила Спаркс. Сотрудники Бюро предложили женщине, чтобы она назначила Корешу встречу в своём офисе. Спаркс согласилась, но её руководство не разрешило ей сотрудничать с Бюро таким образом.
В конечном счёте, представители Бюро отказались от идеи арестовать Кореша за пределами «Маунт Кармел», поскольку, по их словам, основной целью было проникновение на территорию резиденции для проведения обыска. Согласно утверждениям федеральных агентов, идеальным вариантом было внезапное силовое проникновение, что позволило бы «взять» и Кореша, и его арсенал в одном месте и в одно время.
25-27 февраля сотрудники Бюро в рамках подготовки к рейду провели учения на территории военной базы армии США Форт-Худ. Проведение рейда было назначено на воскресенье, 28 февраля 1993 года. Операции дали кодовое название Showtime.

## Рейд 28 февраля

### Утечка информации
28 февраля в 05:00 76 агентов Бюро, находившиеся на военной базе в Форт-Худ, погрузились в фургоны для перевозки скота, и отправились к месту тактического сбора — к зданию муниципального центра города Беллмид. Колонна, состоящая из 80 автомобилей, имевших признаки служебного транспорта, растянулась по меньшей мере на 1,6 км, и прибыла на территорию муниципального центра г. Беллмид в 7:30 — 8:00. Там уже находились три вертолёта национальной гвардии, прибывшие ночью: один UH-60 «Блэк Хоук» и два OH-58 «Jet Rangers».
В 8:00 Чак Сэрэбин — тактический руководитель операции — провёл планёрку с личным составом. В частности, он раздал агентам самые последние фотографии «Маунт Кармел» и ответил на вопросы командиров подразделений. Кроме того, Сэрэбин сообщил, что в «Маунт Кармел» в данный момент находится Роберт Родригес — агент Бюро, внедрённый в секту под прикрытием.

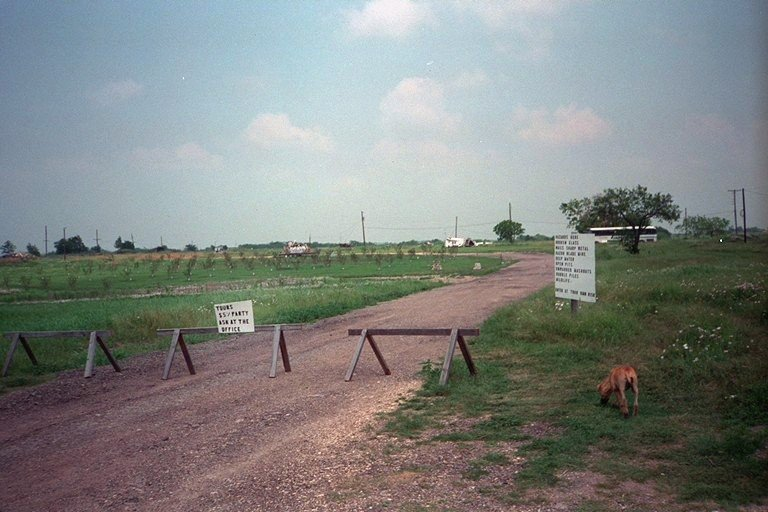
Подъездная дорога к «Маунт Кармел», 1995 г.

В то время, пока агенты ожидали команды к началу рейда, местные СМИ, воспользовавшись утечкой информации, готовились к освещению предстоящей операции. Около 7:00 сотрудники телевизионной станции KWTX получили задание, карты местности и отправились в район «Маунт Кармел». Федеральные агенты, ведущие скрытое наблюдение за резиденцией давидианцев, сообщили, что за час до начала операции по местным дорогам перемещались 5 автомобилей СМИ — это была необычно высокая транспортная активность.
Один из телеоператоров — Джим Пилер — заблудился, и, чтобы уточнить направление, в котором ему следовало двигаться, обратился к проезжавшему мимо почтальону — Дэвиду Джонсу. Пилер, одетый в жилет с логотипом его телекомпании, представился как оператор KWTX, и спросил у Джонса, где находится Роденвилль — так местные жители называли резиденцию давидианцев ещё с тех времён, когда она принадлежала семейству Роден. Пилер не знал, что Джонс является одним из давидианцев. Джонс указал на «Маунт Кармел», находящуюся в зоне прямой видимости, и заявил, что читал про эту секту в газете, и что они (сектанты) кажутся ему странными. Пилер, полагая, что Джонс никак не связан с «Ветвью Давидовой», предупредил его, что скоро правоохранительные органы проведут здесь операцию. Он сообщил, что операция будет по типу рейда, и, возможно, с применением огнестрельного оружия. После этого Джонс сел в свой автомобиль и поспешил в «Маунт Кармел».

### Встреча Родригеса с Корешем
Около 8:00 (незадолго до разговора Пилера с Джонсом) — Роберт Родригес, агент Бюро под прикрытием — приехал в «Маунт Кармел». Ему предстояло выяснить, как Кореш и давидианцы отреагировали на статью «Грешный мессия», которая была опубликована днём ранее. Кореш поприветствовал агента и пригласил его присоединиться к двум давидианцам, с которыми он (до прихода Родригеса) занимался «изучением Библии». По словам агента, он не заметил ничего необычного в поведении Кореша и давидианцев.
Тем временем в «Маунт Кармел» прибыл Дэвид Джонс, который незамедлительно рассказал о встрече с телеоператором своему отцу — Перри Джонсу. Перри Джонс под вымышленным предлогом отозвал Кореша, и передал ему информацию, полученную от сына.
Когда Кореш вернулся, то, по словам Родригеса, он был чрезвычайно взволнован. Хотя он и пытался возобновить чтение Библии, но был настолько возбуждён, что не мог говорить и с трудом удерживал книгу. Родригес взял у него Библию и спросил, что произошло. По словам агента, Кореш сказал что-то насчёт «Царства Господнего», и заявил: «…ни Бюро, ни Национальная гвардия меня не возьмут. Они уже раз взяли меня, но больше это у них не выйдет». Затем Кореш подошёл к окну и, глядя в него, произнёс: «Они идут, Роберт, время пришло». Затем он повернулся к Родригесу и повторил: «Они идут, Роберт, они идут».
Родригес был шокирован: рейд может начаться, а он всё ещё находится в «Маунт Кармел». Агент сказал, что ему нужно уходить, поскольку у него назначена встреча, но Кореш на это ничего не ответил. В помещение вошёл ещё один давидианец и преградил Родригесу дорогу. Опасаясь, что он попал в ловушку, агент начал обдумывать вариант бегства через окно, попутно повторив своё заявление о предстоящей встрече. По словам Родригеса, Кореш подошёл, пожал (в несвойственной для него манере) ему руку и сказал: «Удачи, Роберт». После этого агент покинул резиденцию, сел в автомобиль и поехал к дому, из которого велось скрытое наблюдение за «Маунт Кармел».
Приготовления давидианцев
По словам некоторых бывших членов «Ветви Давидовой», приготовления всё же велись. Сразу же после ухода Родригеса, всех женщин секты собрали в помещении часовни, по их предположению — для проведения совместной молитвы. Приблизительно через час пришёл Кореш и велел собравшимся идти в свои комнаты. Дети и пожилые женщины пошли на второй этаж — им было велено лечь на пол, подальше от внешних стен. Большинство членов секты начало вооружаться: одни — пистолетами калибра 9 мм, другие — автоматическими и полуавтоматическими боевыми винтовками, остальные — и пистолетами, и винтовками. Зарядив оружие и обеспечив себя боеприпасами, давидианцы заняли оборонительные огневые позиции.
Первым делом Родригес сделал замечание агентам, ведущим наблюдение — в доме были открыты окна и в одном из них виднелся объектив камеры. Затем Родригес доложил своим руководителям, что давидианцам стало известно о предстоящем рейде на «Маунт Кармел». Чак Сарабин принял решение продолжить операцию, заявив, что они успеют осуществить план, если поторопятся. Сарабин прибыл на тактическое место сбора в 09:10. Через 15 минут бойцы спецподразделений загрузились в фургоны и двинулись к «Маунт Кармел». Сарабин сел в пикап, к которому был прицеплен первый фургон. Согласно сообщениям агентов, ведущих наблюдение за поместьем, нехарактерная активность со стороны давидианцев отсутствовала.

### Неудачный отвлекающий манёвр
Согласно плану операции, три вертолёта Национальной Гвардии Техаса должны были барражировать над территорией «Маунт Кармел», отвлекая внимание давидианцев от действий наземных спецподразделений. Тем не менее, когда фургоны с агентами приблизились к подъездной дороге, ведущей к поместью, вертолётов ещё не было. Вертолёты появились над задним сектором «Маунт Кармел» почти одновременно с фургонами, которые подъехали к фасаду поместья. Таким образом, проведение отвлекающего манёвра было сорвано. Когда вертолёты находились на расстоянии около 350 м от резиденции, по ним был открыт огонь. После того, как пилоты провели оценку степени повреждений, вертолёты вернулись на командный пункт.

### Перестрелка
Когда к «Маунт Кармел» приблизились фургоны с федеральными агентами, они не заметили ни одного давидианца. По мнению агентов, это был плохой знак. Транспорт, как и планировалось, остановился перед фасадом поместья. Первыми из фургонов вышли бойцы, которые должны были отпугнуть давидианских собак, используя огнетушители. Один из агентов открыл ворота, а другой применил по собакам огнетушитель. Одновременно начали выходить агенты, находившиеся во втором фургоне. В этот момент на пороге входной двери появился Дэвид Кореш и прокричал: «Что происходит?» Сотрудники правоохранительных органов представились, сообщили, что у них имеется ордер на обыск, и прокричали: «Стоять! На землю!» Но Кореш заскочил в дом, захлопнул за собой дверь, и тут же, по словам представителей Бюро, давидианцы открыли огонь, стреляя через входную дверь. Затем они начали обстрел почти из всех окон, расположенных на фасадной части здания. Агенты отступили в поисках укрытия.

Федеральные агенты поднимаются на крышу ранчо «Маунт Кармел». Кадр из документального фильма «Inside Waco»

Группа, состоящая из восьми агентов, приблизилась к зданию. Один из них обеспечивал прикрытие, семеро — полезли на крышу, где должны были разделиться. Конвэй Леблё, Тодд Мак-Киган, Кенни Кинг и Дэвид Миллен должны были проникнуть в спальню Кореша, находившуюся в западном крыле здания. Биллу Бафорду, Кейту Константино и Глену Джордану следовало через окно проникнуть в помещение (предположительно, в комнату хранения оружия), которое было расположено в восточном крыле.
Как только агенты достигли крыши, по ним тут же был открыт шквальный огонь. Специальному агенту Миллену удалось переместиться в восточный сектор крыши, и занять позицию возле «оружейной комнаты». Специальные агенты Леблё и Мак-Киган были убиты. В специального агента Кинга пули попали шесть раз, прежде, чем он скатился с крыши и упал на территорию заднего двора. В результате полученных ранений Кинг не мог передвигаться самостоятельно, и неоднократно вызывал посредством радиосвязи подмогу. Попытки агентов оказать помощь раненному Кингу пресекались огнём давидианцев.
Тем временем, агент Джордан выбил окно «оружейной комнаты» и, совместно с Бафордом и Константино, проник внутрь. В помещении находился человек; между ним и агентами завязалась перестрелка. Пули, выпущенные из винтовки давидианца, пробивали стены и вылетали в месте, где, расположившись на крыше, занял позицию агент Миллен. Кроме того, по Миллену велась стрельба с первого этажа здания сквозь крышу. Миллен отступил и, воспользовавшись лестницей, спустился на землю.
Находясь в «оружейной», агент Бафорд был дважды ранен в бедро. Агент Константино обеспечивал огневое прикрытие Бафорду и Джордану, которые отступили назад к окну, выпрыгнули на крышу, и спустились на землю. Сразу после того, как агенты Бафорд и Джордан покинули помещение, стрельба в «оружейной» прекратилась. Пока Константино раздумывал — отступать ему или оставаться на занимаемой позиции — в «оружейную» вошёл давидианец и произвёл два-три выстрела в агента из боевой винтовки. Константино открыл ответный огонь и давидианец упал. Константино побежал к окну, но, выпрыгивая в него, ударился головой о раму — с него слетел шлем и он выронил оружие. Агент в состоянии дезориентации скатился с крыши и упал на землю, получив множественные переломы. Двое агентов перенесли Константино в безопасное место.
Во время перестрелки были убиты ещё два специальных агента — Стивен Д. Уиллис и Роберт Дж. Уиллиамс, которые обеспечивали огневую поддержку агентов, действовавших на крыше и в «оружейной». Кроме того, некоторые сотрудники Бюро получили огнестрельные ранения различной степени тяжести.
Определённые потери понесли и давидианцы. Позже экспертиза установит, что двое из них были убиты агентами Бюро во время перестрелки, а ещё двое застрелены с близкого расстояния: Перри Джонс был убит выстрелом в рот (вероятно, он совершил самоубийство), Питер Хипсман был ранен, но через некоторое время застрелен одним из своих единоверцев, предположительно действовавшим из побуждений сострадания. Впрочем, экспертиза установила, что первичное ранение Хипсмана не было смертельным. Дэвид Кореш был дважды ранен — в запястье и в область таза.

### Прекращение огня
Согласно записям Управления шерифа, в 9:48 в «службу 911» поступил звонок от давидианца по имени Вэйн Мартин. Звонок принял помощник шерифа Лэрри Линч, который начал вести переговоры о прекращении огня. Одновременно Линч попытался установить контакт с офицером, ответственным за взаимодействие между Управлением шерифа и Бюро, однако тот отключил рацию, поскольку планировал участвовать (в случае необходимости) в работах по обнаружению и обезвреживанию взрывных устройств. Тем не менее, Линчу удалось установить радиоконтакт с Чойнацки. Таким образом, представители Бюро вели переговоры с давидианцами через Линча. Последний предложил Мартину прекратить огонь в двустороннем порядке.
В 10:34 Мартин сообщил Линчу, что с ним хочет переговорить кто-то ещё из находящихся в «Маунт Кармел». В 10:35 Линчу (по второй линии) позвонил Кореш. Теперь Линч по одной линии разговаривал с Мартином, по другой — с Корешем, и одновременно поддерживал радиоконтакт с Чойнацки. Понимая, что такого рода переговоры являются неэффективными, заместитель тактического командира операции — Джеймс Кавано — напрямую связался по телефону с давидианцами. На его звонок ответил Стив Шнайдер — первый помощник Дэвида Кореша. По словам Кавано, Шнайдер был настроен предельно враждебно, и потребовалось некоторое время, чтобы успокоить его. Затем Кавано выдвинул предложение о прекращении огня, на что Шнайдер отреагировал положительно. Несмотря на достигнутую договорённость, стрельба прекратилась только через несколько минут, поскольку Шнайдеру нужно было обойти здание и дать соответствующую команду своим единоверцам. Кавано, в свою очередь, по радиосвязи дал командирам подразделений команду на прекращение огня, а те передали её своим бойцам.
Переговоры возобновили после того, как стрельба прекратилась. На этот раз обговаривалась тема отхода федералов и транспортировка убитых и раненых. Шнайдер настаивал на безоговорочном отступлении агентов. На это Кавано ответил, что они не уйдут, оставив своих убитых и раненых товарищей. Шнайдер продолжал настаивать на требовании немедленного отхода федералов. Самым острым вопросом переговоров стала транспортировка агента Кинга, который упал с крыши на территорию заднего двора здания. Поначалу Шнайдер был категорически против того, чтобы федералы вынесли раненого Кинга, но в конечном итоге Кавано переубедил давидианца.
После того, как согласие было достигнуто, федеральные агенты медленно, подняв руки вверх и избегая резких движений, отошли от здания, в котором засели давидианцы. Около 11:34 четверо агентов отправились на задний двор с целью выноса раненого Кинга. Оказавшись на заднем дворе, они стали разыскивать своего товарища. Внезапно некий давидианец прицелился из винтовки в женщину-агента, входившую в состав четвёрки, и начал выкрикивать в её адрес оскорбления расистского характера. Сотрудница Бюро проигнорировала действия давидианца и продолжила поиски Кинга. Агента Кинга вскоре обнаружили, и, воспользовавшись лестницей в качестве носилок, доставили его в карету «скорой» для оказания медицинской помощи.
В 11:46 Кавано убедил Шнайдера разрешить вынести все трупы агентов и всех раненых из числа штурмовавших за пределы «Маунт Кармел». Окончательно переговоры по отходу федералов завершились около 13:00. Кавано и Шнайдер договорились о следующем: федералы не предпринимают попыток проникнуть на территорию «Маунт Кармел», а давидианцы, в свою очередь, не пытаются покинуть её.
Согласно версии, изложенной в документальном фильме Inside Waco канала 4/HBO, стрельба прекратилась после прибытия шерифа на место происшествия. В другом документальном фильме шериф утверждает, что агенты Бюро отступили только после того, как у них закончились боеприпасы. Огонь был прекращён около 11:30.
В результате перестрелки погибли 4 агента и 16 получили ранения. Сектанты потеряли 5 человек. Кроме того, около 17:00 агентами ATF был застрелен участник секты Майкл Шредер. По словам агентов, он пытался проникнуть в поместье и стрелял из пистолета. Однако его жена утверждала, что Шредер просто возвращался с работы и не принимал участия в утренней перестрелке.

## Осада

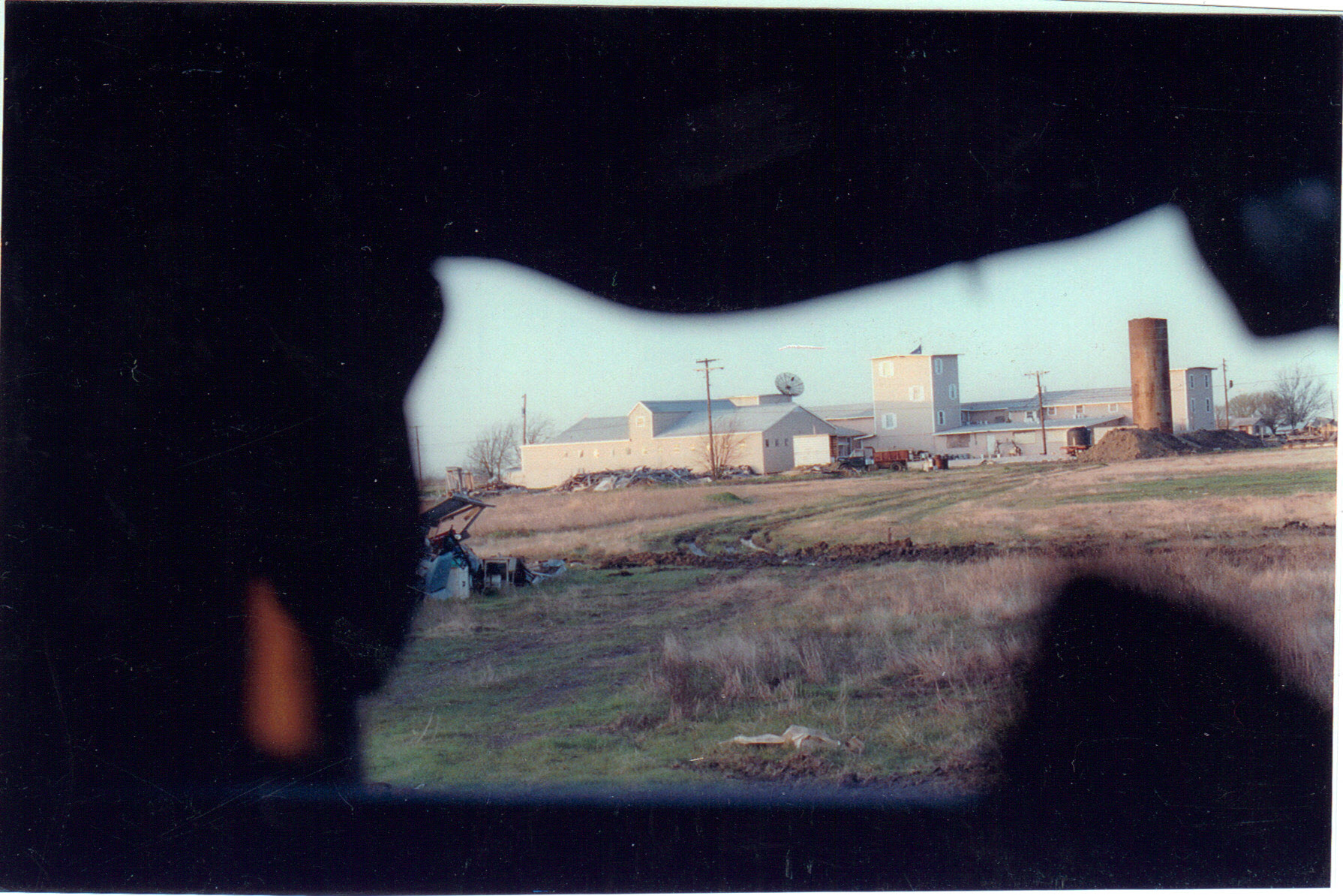
Одна из снайперских позиций около «Маунт Кармел». Март 1993 года

Вскоре поместье было взято в осаду силами ФБР. Один из руководителей группы, Ричард Роджерс, ранее подвергался критике за действия во время инцидента в Руби Ридж, когда при попытке ареста бывшего спецназовца Рэнди Уивера, обвиненного в нарушении правил торговли оружием, агенты ФБР убили его жену и сына.
Сотрудники ФБР установили связь с находящимися в поместье сектантами. Первоначально было заявлено, что сектанты мирно покинут поместье, если обращение Дэвида Кореша будет транслировано по радио. Однако после трансляции Кореш заявил, что «Бог сказал ему оставаться и ждать». Кореш также говорил, что должен завершить работу над религиозными текстами. Затем была достигнута договорённость, что из поместья выйдут 19 детей в возрасте до 12 лет, после чего в поместье осталось 98 человек.
ФБР применило тактику агрессивного психологического воздействия на оставшихся сектантов. Несколько машин бронетехники разрушали постройки и автомобили вокруг поместья. Из репродукторов на высокой громкости транслировалась песня «These Boots Are Made for Walkin'» в исполнении Нэнси Синатры, а также аудиозапись кошачьего мяукания. В поместье была прекращена подача воды и электричества, и оставшиеся сектанты с детьми пили дождевую воду и питались армейскими пайками.
За время осады поместье покинули 11 человек, которые были сразу арестованы.

## Штурм 19 апреля
На 51-й день начался штурм с применением танков, которые стали таранами пробивать стены и обстреливать поместье снарядами со слезоточивым газом. Впоследствии министр юстиции Джанет Рино объясняла начало штурма тем, что поступили сообщения о насилии над детьми со стороны сектантов. Штурмовавшие не вели стрельбы из огнестрельного оружия.
В поместье начался пожар, однако из горящего здания вышли только 9 человек. Оставшиеся, включая Кореша, погибли в огне.
Менее чем через месяц остатки построек были разрушены бульдозерами, в чём критики правительства усматривали попытку сокрытия обстоятельств гибели сектантов.

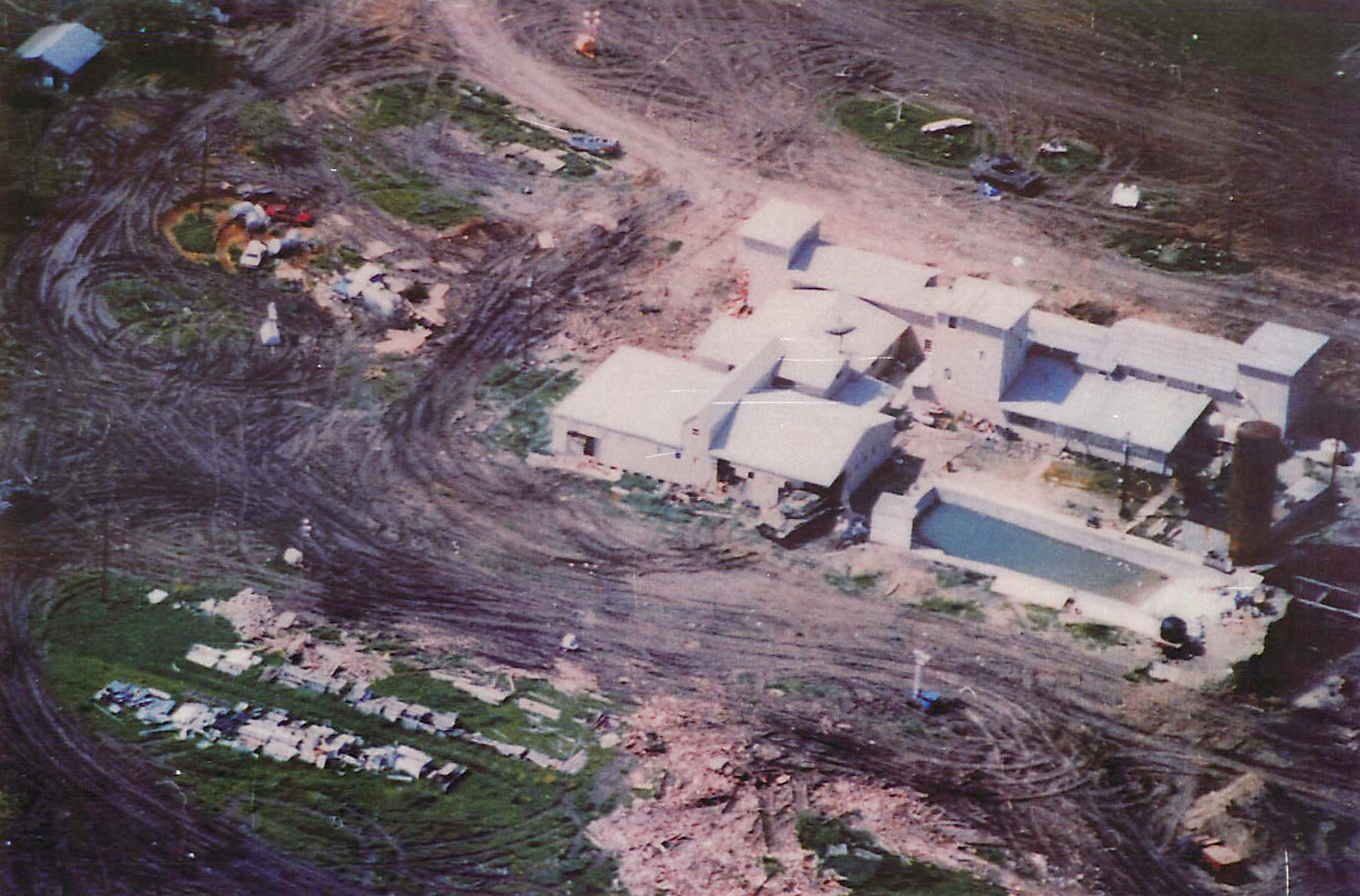
Начало штурма
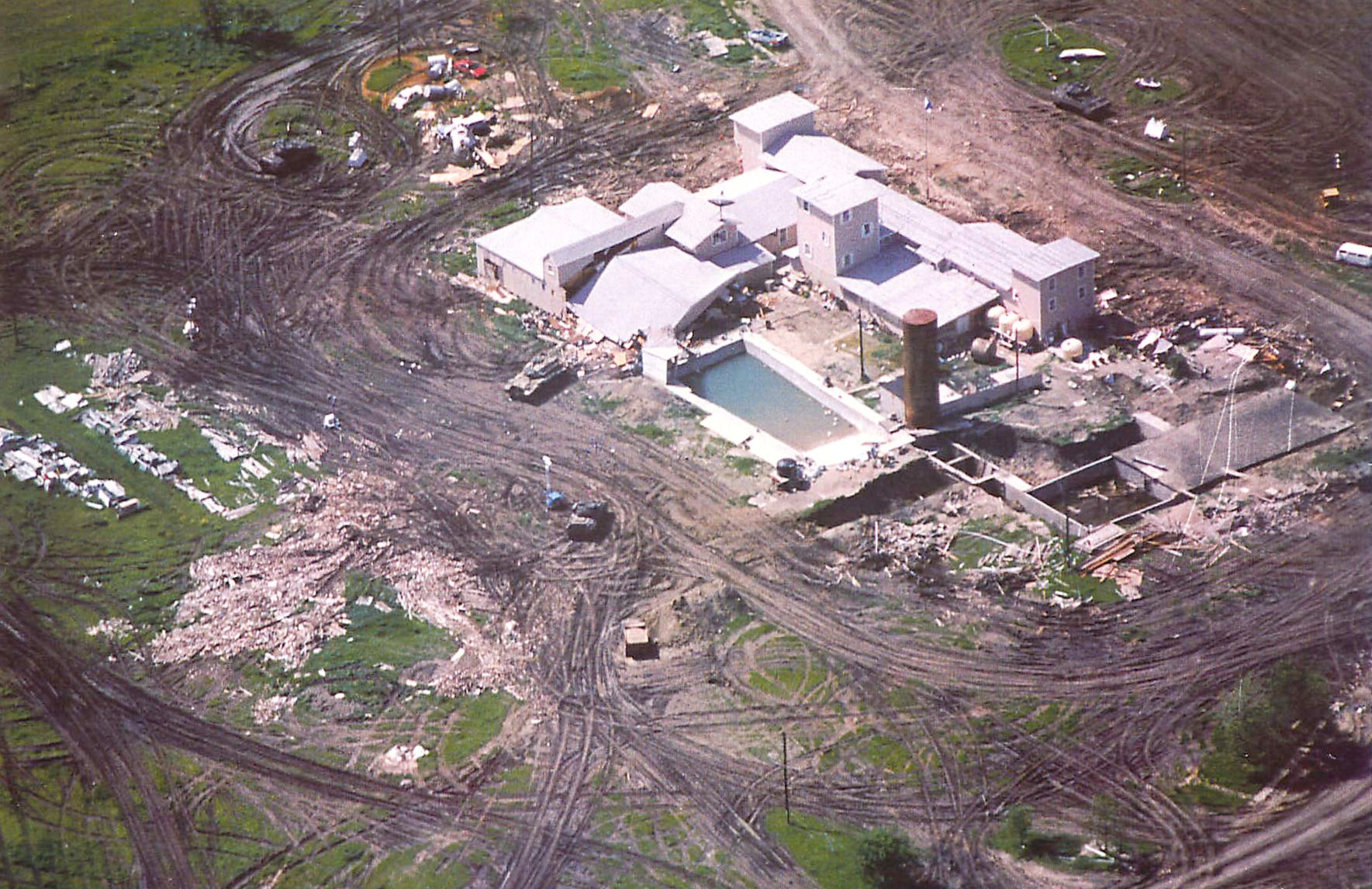
Обрушение одной из пристроек
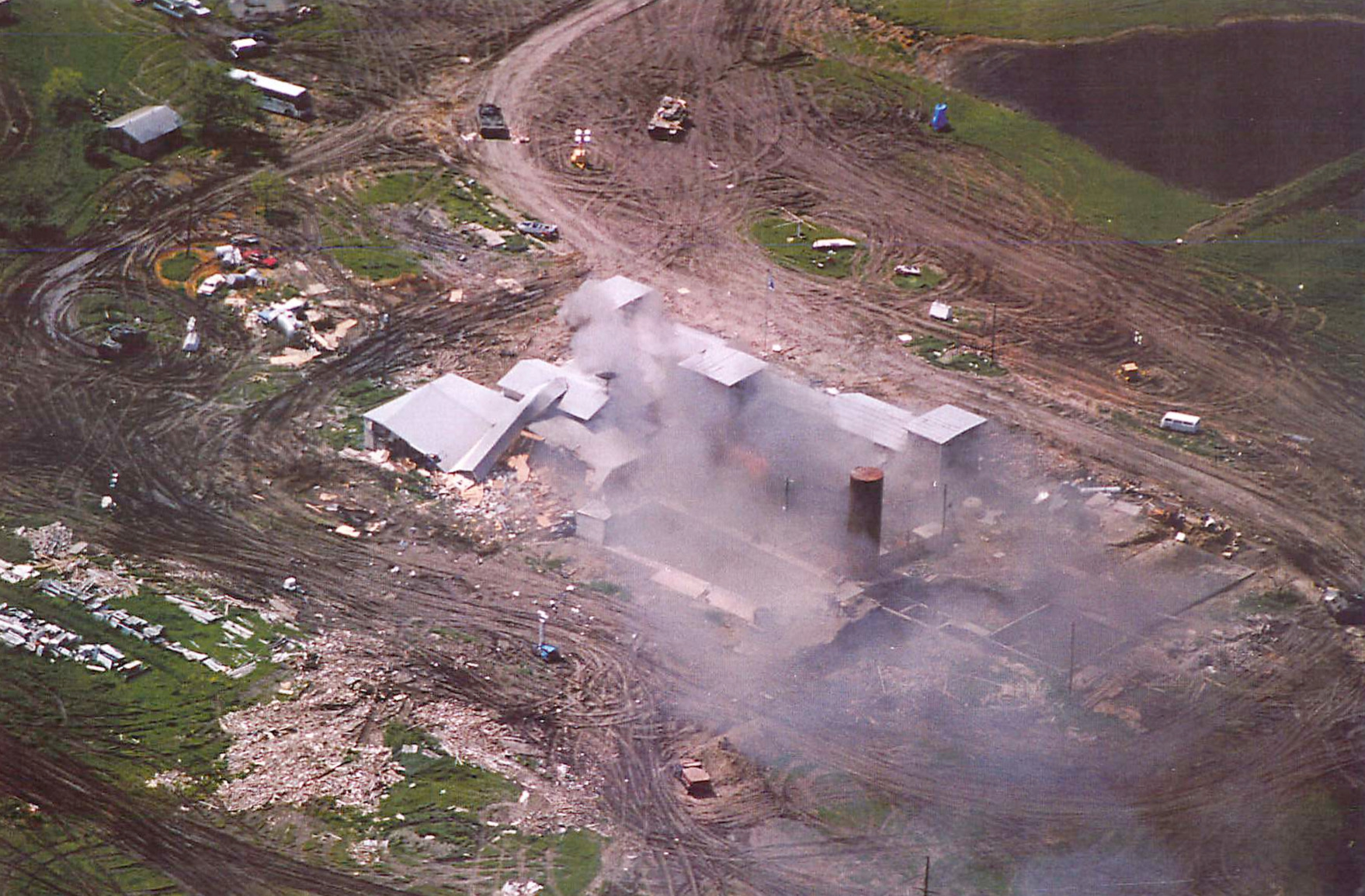
Обрушилась вторая пристройка, начало пожара
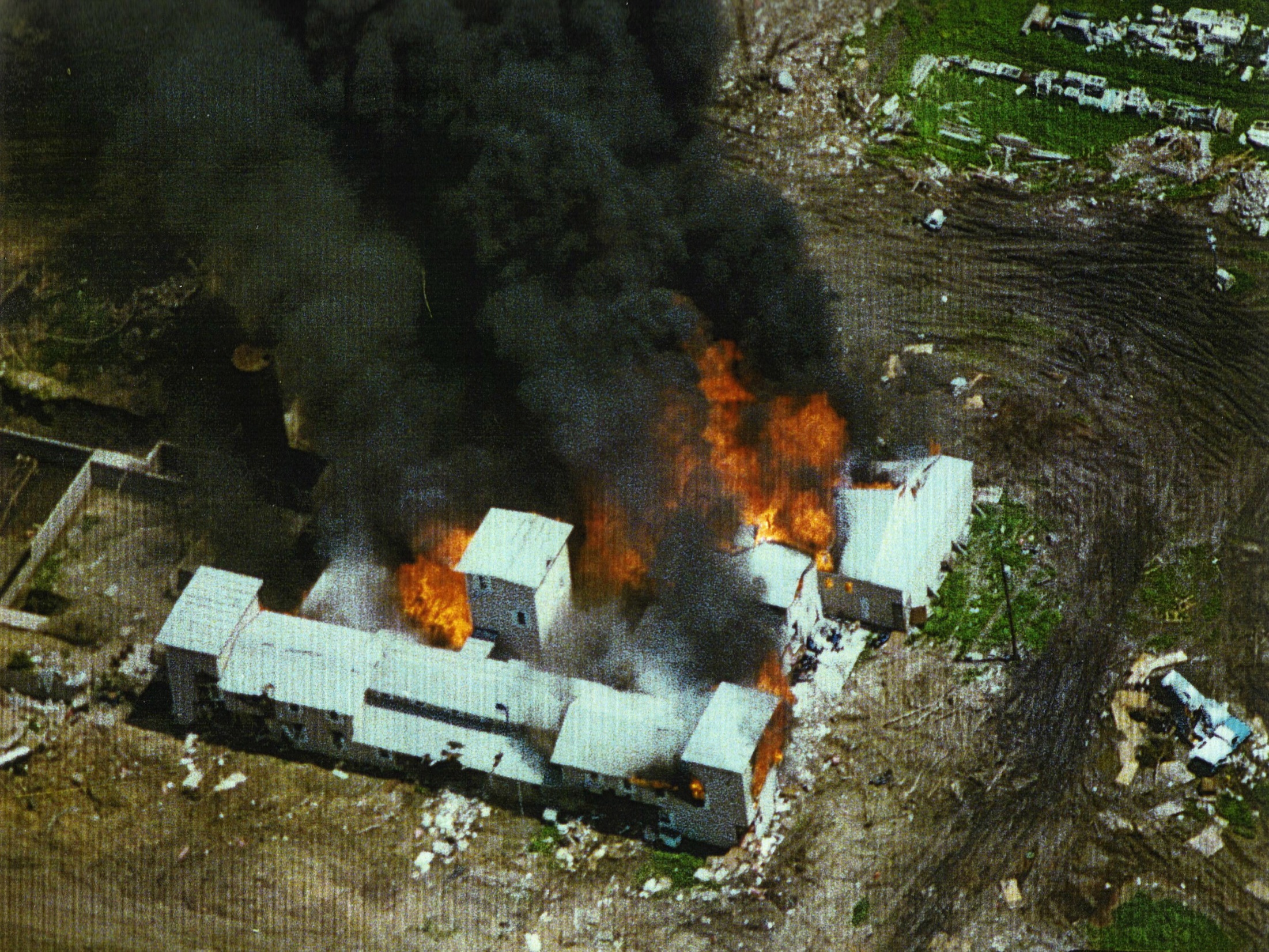
Огонь распространяется
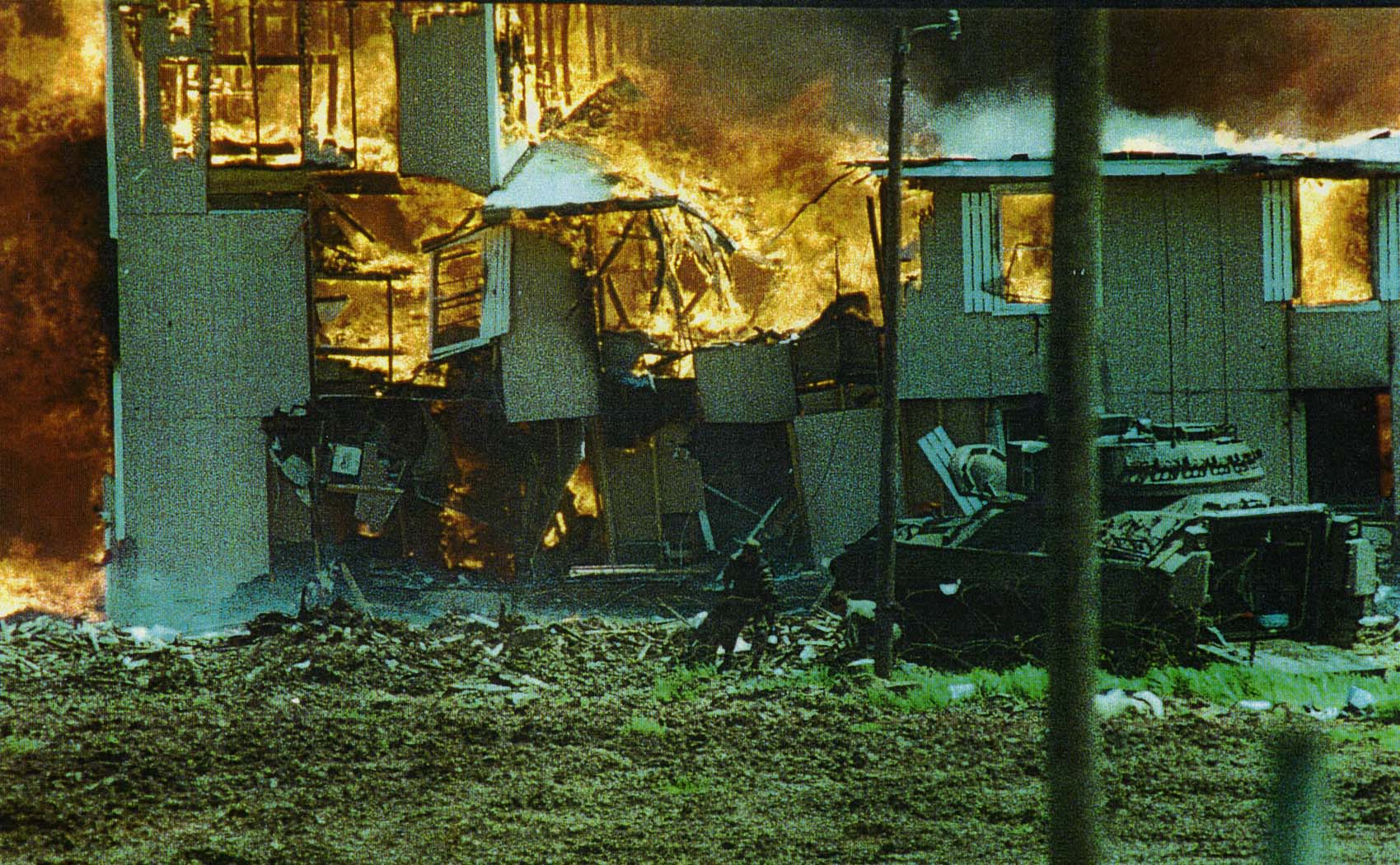
Агенты ФБР спасают одного из членов секты
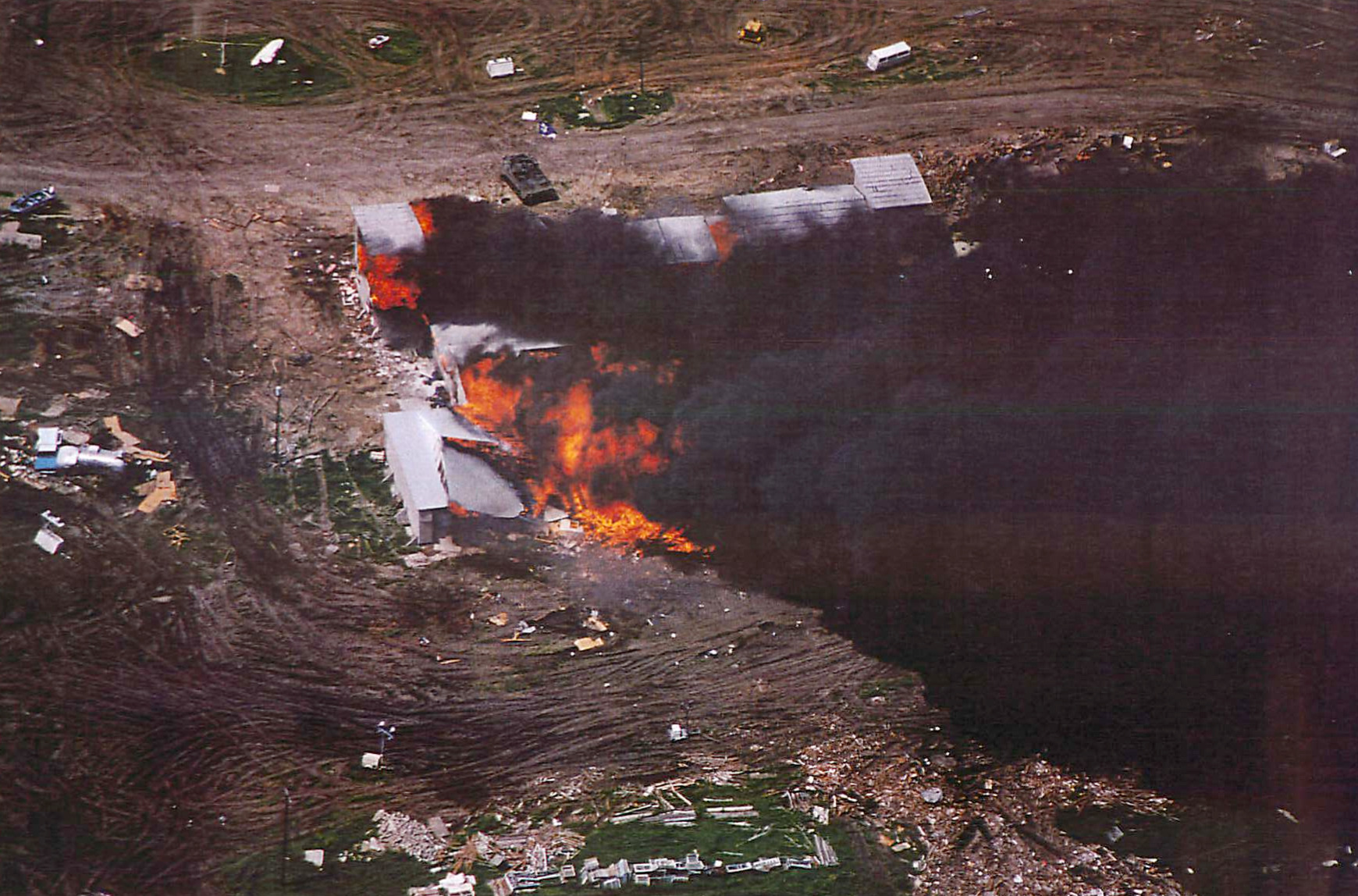
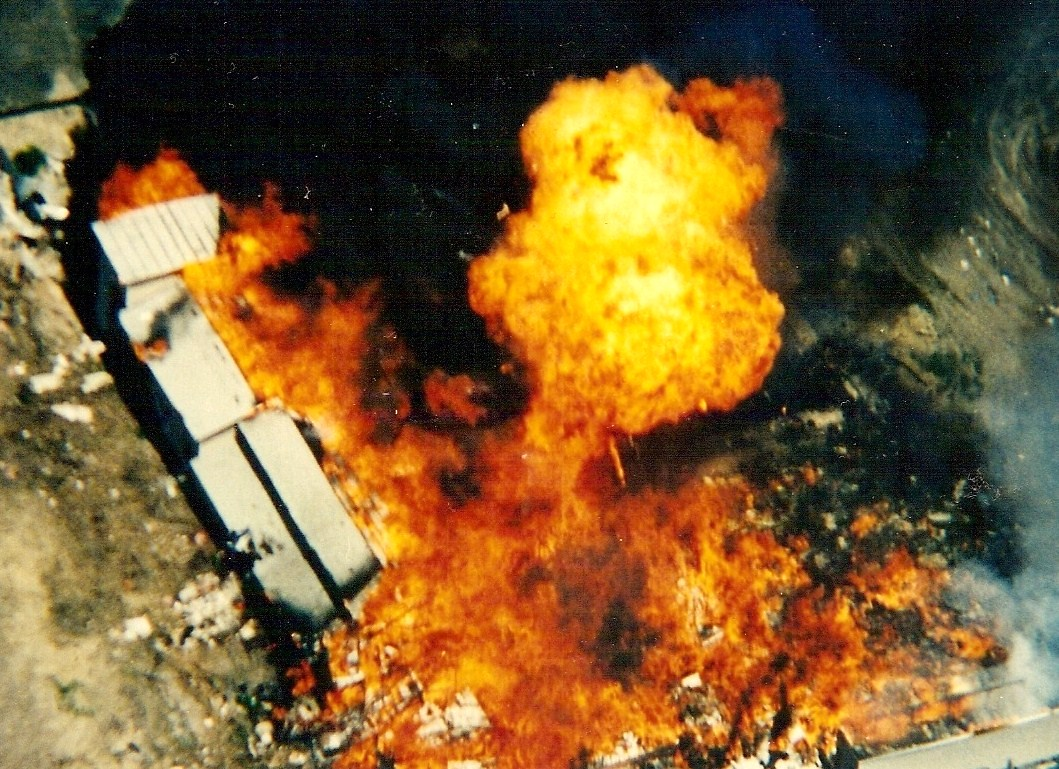
Взрыв баллона с пропаном
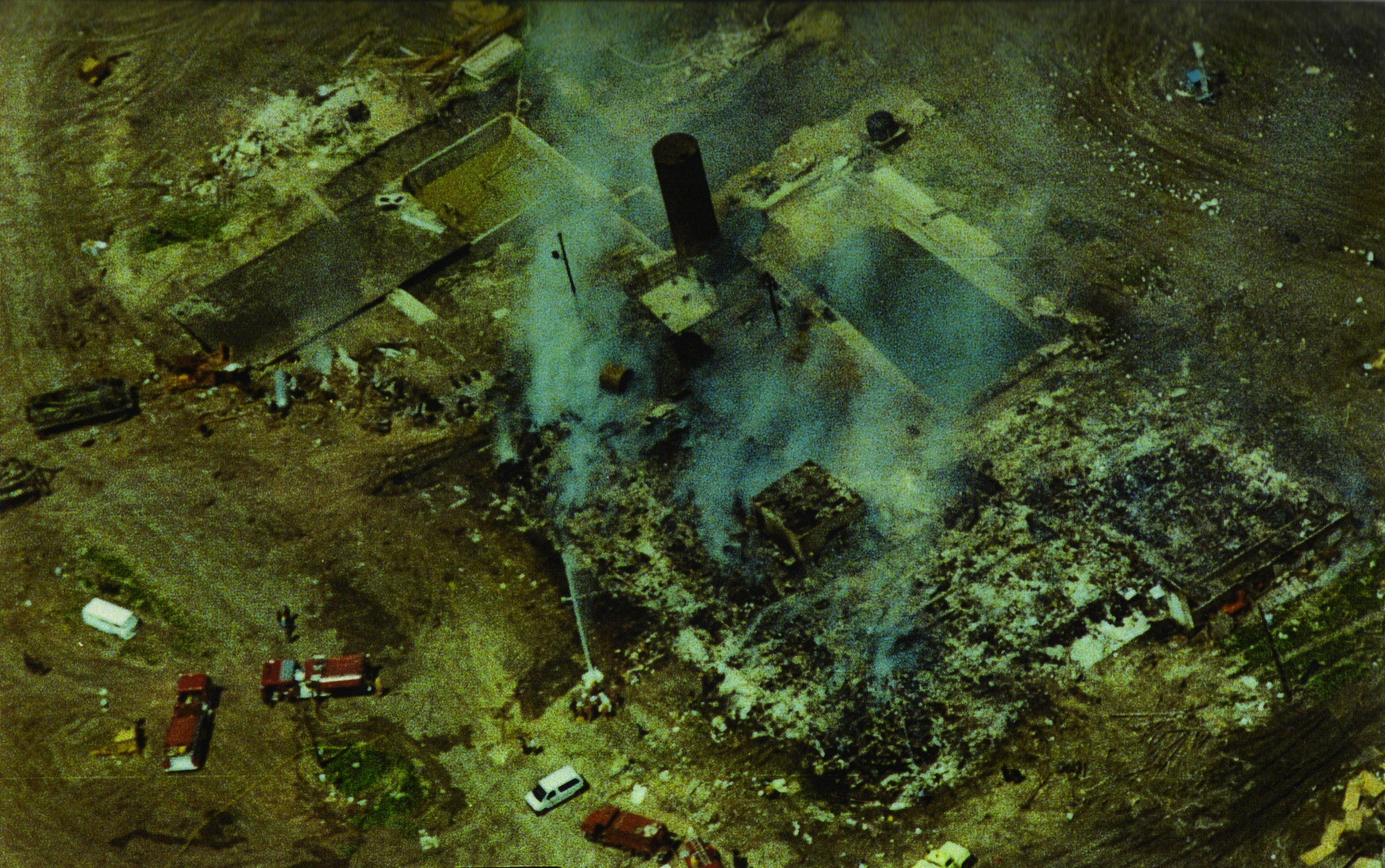
Пожар потушен
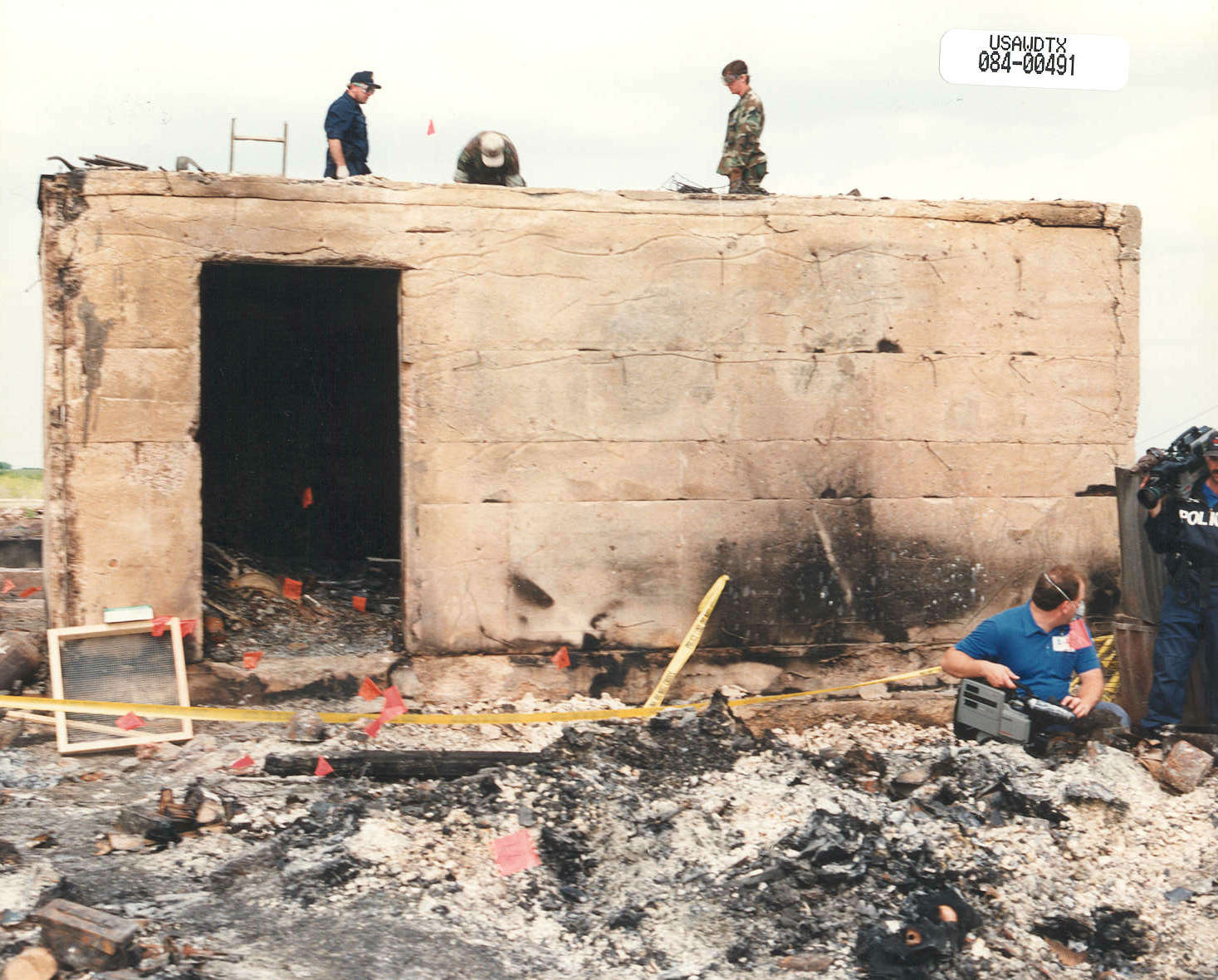
Уцелевший бункер
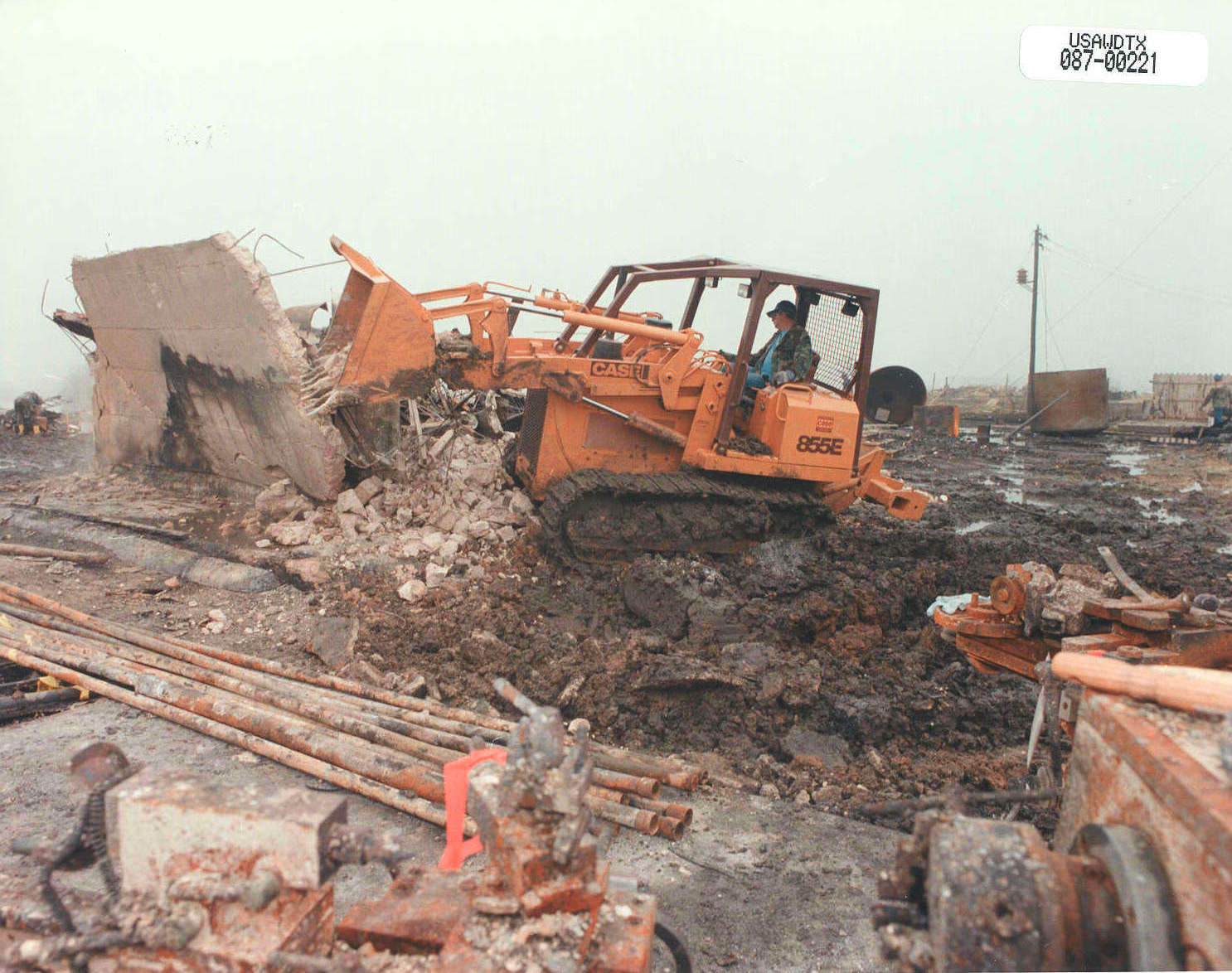
Снос развалин ранчо

## Жертвы
Убито 4 федеральных служащих. Погибли 82 члена секты, в том числе дети до 3 лет.

## Критика
Впоследствии действия властей подвергались критике с выдвижением альтернативных версий происшедших событий.
Так, было известно, что Дэвид Кореш ежедневно покидал поместье, чтобы делать пробежку. По мнению критиков, в этом случае не представляло большого труда арестовать его без штурма поместья.
Другим обвинением в адрес ФБР было утверждение, что во время штурма агенты вели огонь. На видеозаписи штурма заметны вспышки. Критики утверждали, что это свидетельствует о применении огнестрельного оружия. В свою очередь представители ФБР говорили, что выстрелы не дают вспышек на видеозаписи, а данные блики — следствие отражения от поверхности бассейна.

## Связанные события
19 апреля 1995 года Тимоти Маквей, член движения «ополчения», совершил теракт в Оклахома-Сити, в результате которого погибло 168 и было ранено около 800 человек. Свои действия он объяснил местью федеральному правительству за события в Руби-Ридж и «Маунт Кармел».
9 октября 1995 года в штате Аризона сошёл с рельсов поезд. Погиб один человек, 78 были ранены (из них 12 человек получили тяжёлые травмы). На месте крушения были найдены сообщения с критикой в адрес ФБР и Бюро по контролю за алкоголем, табачными изделиями и огнестрельным оружием за осаду поместья.
В 1999 году под влиянием нарастающей критики и действий групп, выступающих в защиту секты, общественное мнение стало склоняться к тому, что виновниками гибели давидианцев являются федеральные правоохранительные органы. Так, опрос, проведённый в августе 1999 года журналом Time, показал, что 61 % опрошенных считают, что пожар произошёл по вине федеральных агентов, штурмовавших поместье. В сентябре того же года Генеральный прокурор решил провести расследование, которым руководил бывший сенатор Джон Дэнфорт. В частности, Дэнфорт должен был установить, по чьей вине начался пожар в «Маунт Кармел».
Расследование шло около года. За это время был опрошен 1001 свидетель, рассмотрено более 2,3 млн страниц документов, исследованы тысячи фунтов вещественных доказательств. 8 ноября 2000 года Дэнфорт представил заключительный доклад. В нём утверждалось, что огонь возник и распространился не по вине федеральных агентов. В ходе расследования также были опровергнуты обвинения в адрес федеральных агентов в том, что они якобы вели обстрел поместья во время штурма 19 апреля. Кроме того, Дэнфорт пришёл к выводу, что действия военных США и национальных гвардейцев штата Техас, помогавших ФБР во время осады и штурма, совершались в рамках действующего законодательства. В то же время, в докладе отмечались ошибки, допущенные сотрудниками федеральных правоохранительных органов как до начала осады, так и во время штурма.
Итоги расследования вызвали критику, в частности со стороны адвокатов выживших членов «Ветви Давидовой» и родственников погибших.

## В массовой культуре
- У группы Machine Head есть песня «Davidian», посвященная осаде поместья.
- Британская рок-группа The Indecates[англ.] записала альбом-оперу «David Koresh Superstar», целиком основанный на истории Кореша и давидианцев.
- У шведской дум-метал-группы Count Raven[англ.] есть песня «Madman from Waco». В тексте песни содержатся указания на правительственный заговор.
- Группа Sepultura посвятила этому песню «Amen».
- Группа Cavalera Conspiracy, песня «Burn Waco».
- Пятая серия телесериала «Кукольный дом» повествует об альтернативном развитии событий.
- По мотивам инцидента снят фильм-триллер «Красный штат».
- Сериал «Мыслить как преступник», 4 сезон, эпизод 3 «Minimal Loss».
- В 2018 году вышел сериал «Трагедия в Уэйко» (Waco), рассказывающий о событиях в Уэйко. Режиссёры: Джон Эрик Даудл, Дэнни Гордон.

### Документальные фильмы
Событиям в Уэйко посвящено несколько документальных фильмов.
- Первый из них, In the Line of Duty: Ambush at Waco, был снят для телевидения и выражал точку зрения официальных властей.
- Фильм «Уэйко: большая ложь» (англ. Waco: The Big Lie) 1993 года, режиссёром которого выступила адвокат Линда Томпсон[англ.], содержал различные спорные обвинения в адрес властей.
- Фильм «День 51-й: настоящая история Уэйко» (англ. Day 51: The True Story of Waco) 1995 года, режиссёр Ричард Мозли.
- Профессиональные кинематографисты Дэн Гиффорд и Эми Соммер выпустили фильм «Уэйко: правила боя»[англ.], который был номинирован на «Оскар» в 1997 году. Создатели утверждали, что во время штурма ФБР могло использовать зажигательные устройства, которые вызвали пожар в «Маунт Кармел»[26].
- В 2012 году канал National Geographic Channel выпустил фильм из цикла «Секунды до катастрофы» Waco Cult, где утверждалось, что пожар устроили сами сектанты, но при этом не снималась ответственность с ФБР в плане ведения переговоров с Корешом.
- 8 июня 2023 на YouTube канале "Минаев Live" вышел документальный фильм/подкаст из цикла "Уроки истории": "Бойня в Техасе. Сектанты против агентов ФБР".

### Официальные документы
- United States v. Branch, W.D. Texas Criminal Case No. 6:93cr46, trial transcript 1/10/94 — 2/26/94; 91 °F.3d 699 (5th Cir. 1996)
- United States v. Castillo, 179 °F.3d 321 (1999); Castillo v. United States, 120 S.Ct. 2090 (2000); on remand, 220 °F.3d 648 (5th Cir. 2000)
- Andrade v. United States, W.D. Texas Civil Action No. W-96-CA-139, trial transcript 6/19/2000 — 7/14/2000; 116 °F.Supp.2d 778 (W.D. Tex. 2000)
- Andrade v. Chojnacki, 338 °F.3d 448 (5th Cir. 2003)
- United States Department of Justice. Recommendations of Experts for Improvements in Federal Law Enforcement After Waco (Washington: USDOJ, 1993). ISBN 0-16-042974-9
  - Ammerman, Nancy T. (1993). «Report to the Justice and Treasury Departments regarding law enforcement interaction with the Branch Davidians in Waco, Texas.» Submitted September 3, 1993. Recommendations of Experts for Improvements in Federal Law Enforcement After Waco. Washington, DC: U.S. Department of Justice and U.S. Department of the Treasury. Online Архивная копия от 13 января 2016 на Wayback Machine
  - Stone, Alan A. (1993). «Report and Recommendations Concerning the Handling of Incidents Such As the Branch Davidian Standoff in Waco Texas.» Submitted November 10, 1993. Recommendations of Experts for Improvements in Federal Law Enforcement After Waco. Washington, DC: U.S. Department of Justice and U.S. Online Архивная копия от 16 ноября 2017 на Wayback Machine.
- Final Report to the Deputy Attorney General concerning the 1993 confrontation at the Mt. Carmel Complex, Waco, Texas, John C. Danforth, Special Council (November 8, 2000)
- Committee on the Judiciary (in conjunction with the Committee on Government Reform and Oversight, House of Representatives, 104th Congress, Second Session. Materials Relating to the Investigation Into the Activities of Federal Law Enforcement Agencies Toward the Branch Davidians (Washington: USGPO, 1997). ISBN 0-16-055211-7 Online.
- Texas Department of Public Safety, Texas Rangers Branch Davidian Evidence Reports
  - Sept 1999 http://www.txdps.state.tx.us/director_staff/public_information/branch_davidian/index.htm Архивная копия от 9 октября 2007 на Wayback Machine
  - Jan 2000 Part 1 https://web.archive.org/web/20110220034240/https://www.txdps.state.tx.us/director_staff/public_information/Branch_Davidian_2/BD%20part1.pdf
  - Jan 2000 Part 2 https://web.archive.org/web/20110220034253/https://www.txdps.state.tx.us/director_staff/public_information/Branch_Davidian_2/BD%20part2.pdf
  - Jan 2000 Part 3 https://web.archive.org/web/20110220034317/https://www.txdps.state.tx.us/director_staff/public_information/Branch_Davidian_2/BD%20part3.pdf
  - Jan 2000 Part 4 https://web.archive.org/web/20110220034331/https://www.txdps.state.tx.us/director_staff/public_information/Branch_Davidian_2/BD%20part4.pdf